# Masdevallia reichenbachiana
Masdevallia reichenbachiana là một loài thực vật có hoa trong họ Lan. Loài này được Endrés ex Rchb.f. mô tả khoa học đầu tiên năm 1875.